# Brunnenbau (Bad Bocklet)

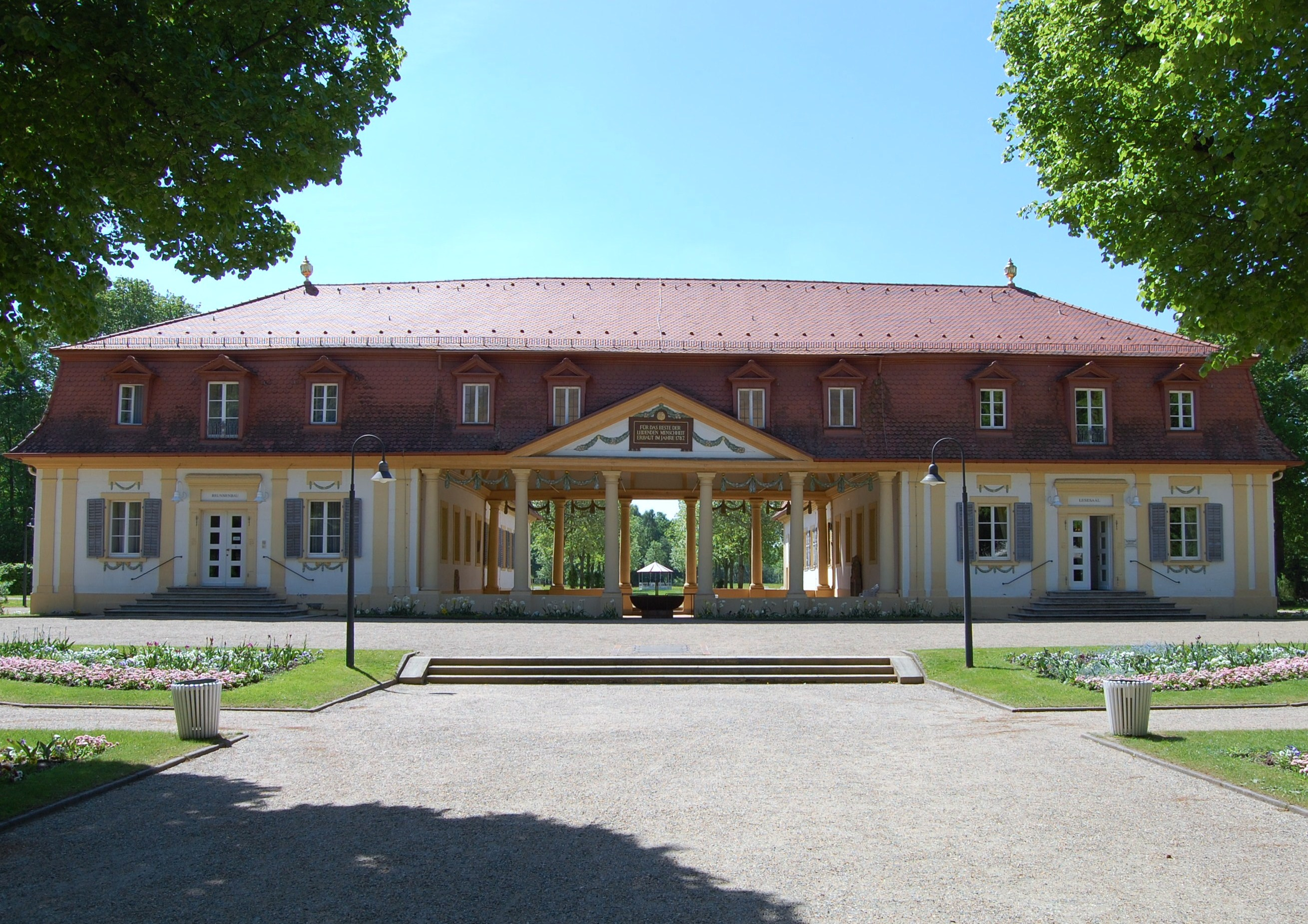
Bad Bockleter Brunnenbau (Nordseite): links das Badhaus, in der Mitte der Brunnentempel, rechts der Saalbau (Lesesaal)

Der Brunnenbau in Bad Bocklet wurde 1787 von Johann Philipp Geigel errichtet. Er besteht aus zwei durch ein offenes Peristyl verbundenen, eingeschossigen Gebäudeflügeln mit Mansardwalmdächern. Der Brunnenbau ist das wichtigste unter Denkmalschutz stehende Kurgebäude des bayerischen Staatsbades Bad Bocklet und als Teil der würzburgisch-fürstbischöflichen Kuranlage der bedeutendste Bau des Marktes. In der bayerischen Denkmalliste ist er unter der Nummer D-6-72-112-5 eingetragen.

## Historische Entwicklung

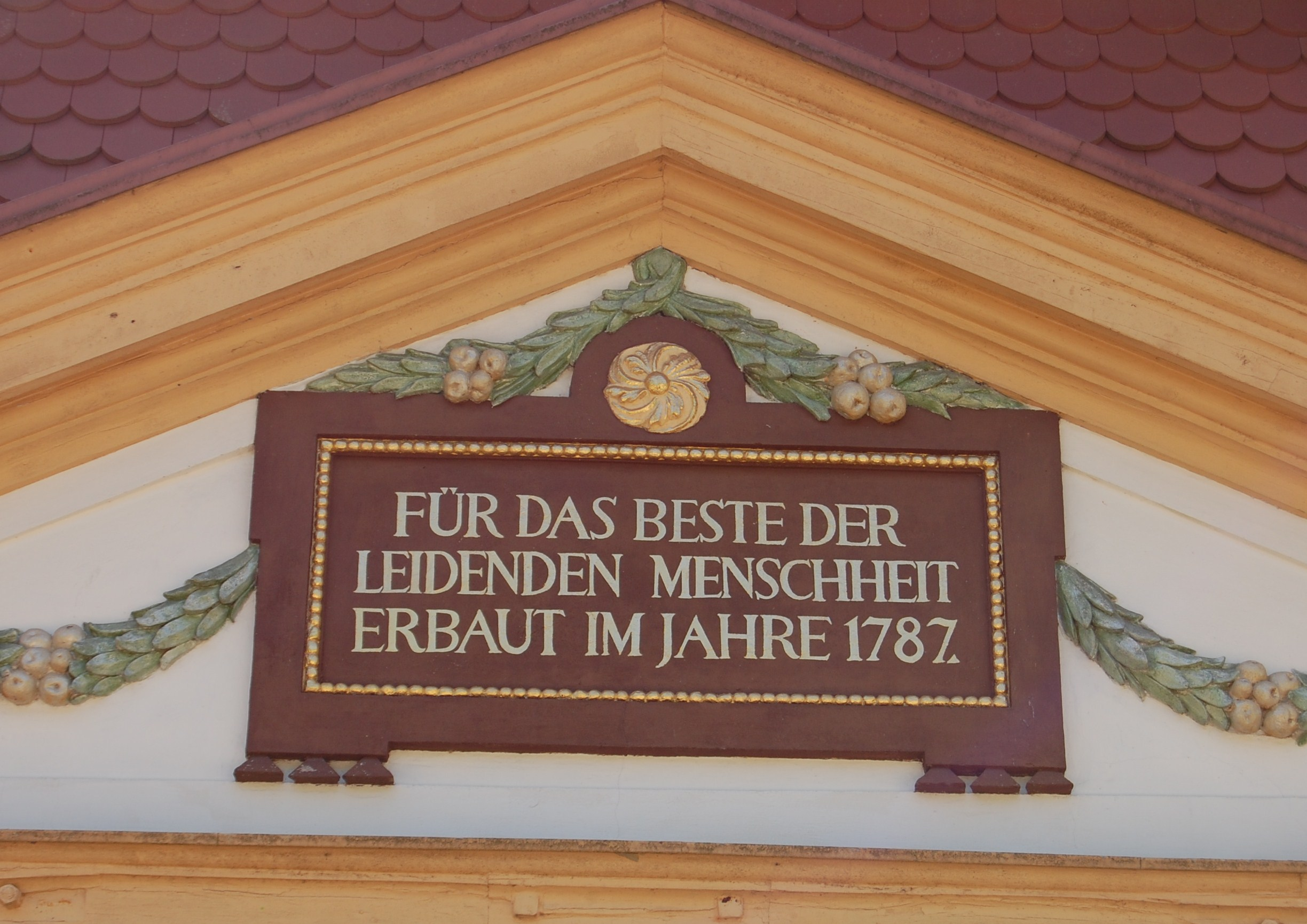
Widmung über dem Brunnentempel

Im Jahr 1787 ließ der Würzburger Fürstbischof Franz Ludwig von Erthal (1730–1795) durch seinen Hofbauamtmann, den Baumeister Johann Philipp Geigel (1731–1800), über dem neugefassten Bockleter Brunnen einen frühklassizistischen tempelähnlichen Bau errichten – den Brunnenbau.

### Entdeckung der Stahlquelle

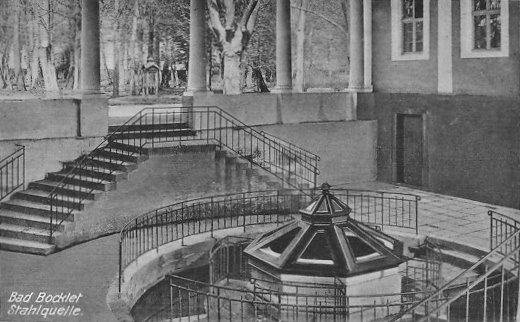
Damalige Quellfassung

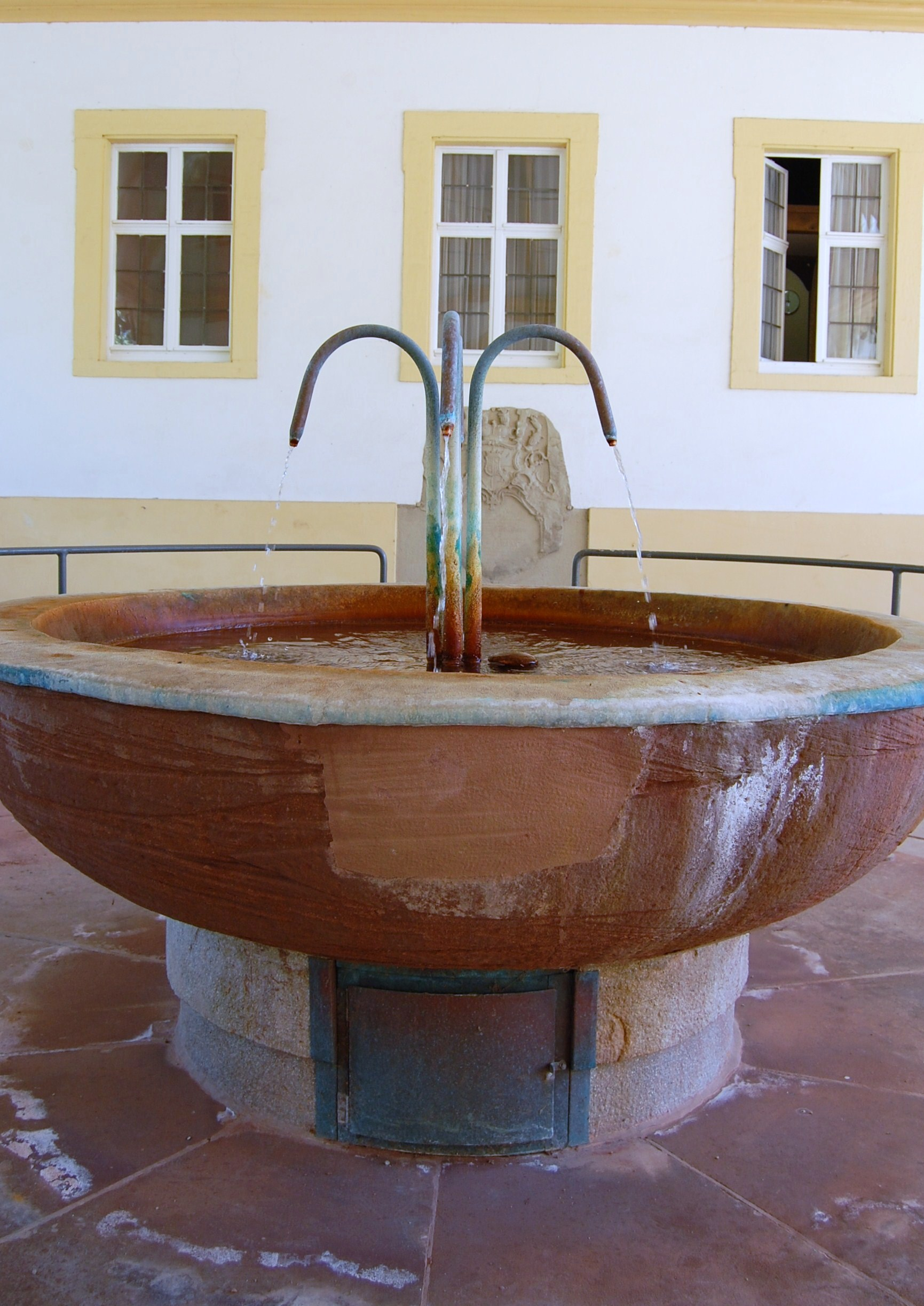
Heutige Quellfassung

Die Vorgeschichte begann 1724, als der aus Unterweißenbrunn – heute ein Ortsteil von Bischofsheim in der Rhön – stammende Johann-Georg Schöppner († 1727), Pfarrer in Aschach, auf einem Spaziergang eine Quelle entdeckte, die sich bald als stark eisenhaltig herausstellte und deshalb Stahlquelle genannt wurde. Beim nächsten Besuch seines Fürstbischofs Christoph Franz von Hutten (1673–1729) machte der Pfarrer seinen Vorgesetzten und Landesherrn auf die Heilquelle aufmerksam. Der Fürstbischof beauftragte ein Jahr später seinen Oberbaudirektor, den Artillerie-Ingenieur Balthasar Neumann (1687–1753), zu dessen Aufgabengebiet auch der Brunnenbau gehörte, die neue Quelle fassen zu lassen und damit die Entwicklung des Ortes voranzutreiben. Zur Erinnerung an die Geburtsstunde des sich daraus entwickelnden fürstlichen Hofbades und heute bayerischen Staatsbades erhielt die Quelle erst später den Namen Balthasar-Neumann-Quelle.

### Errichtung des Brunnenbaues

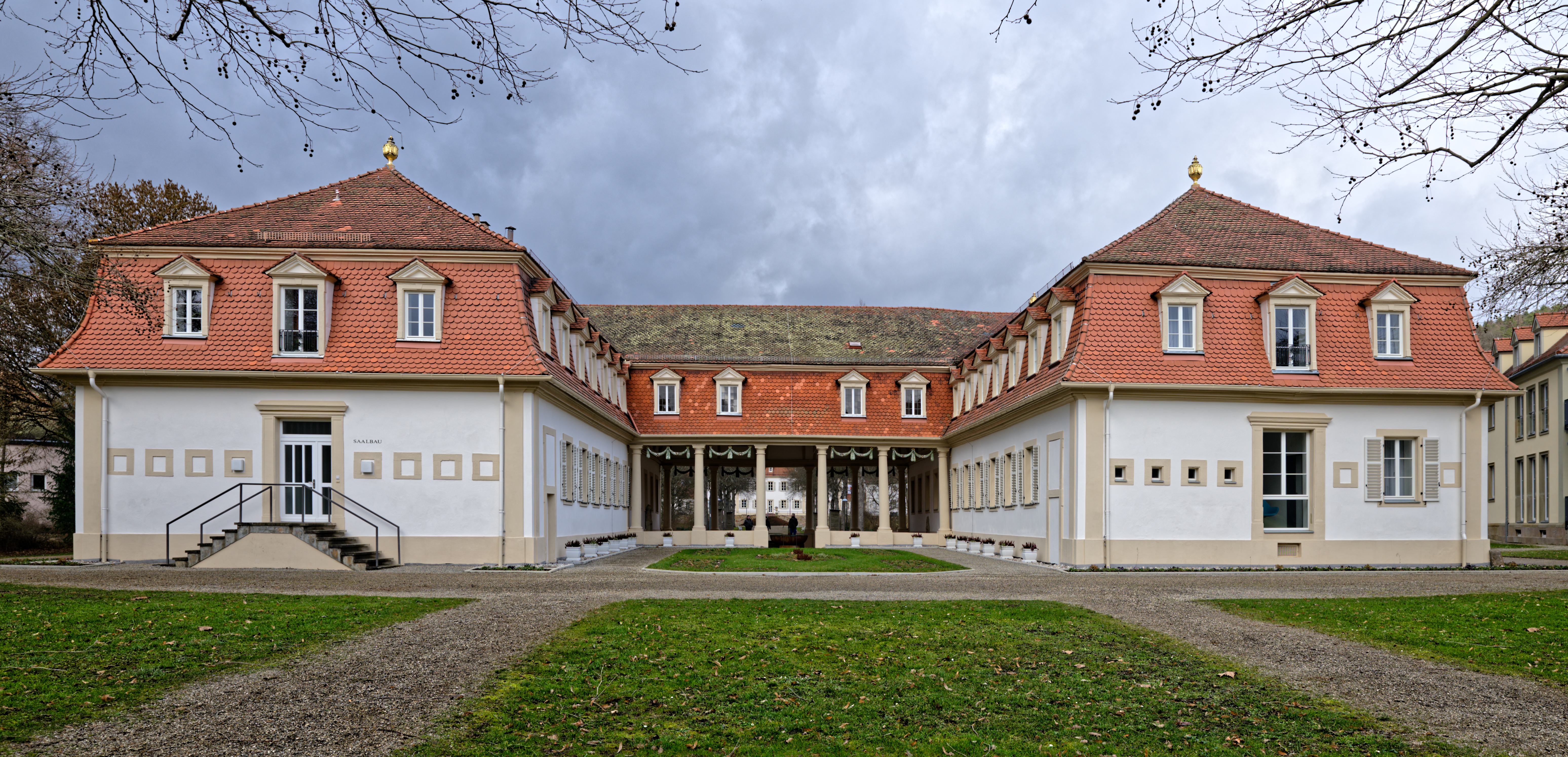
Brunnenbau (Südseite)

Mehr als sechs Jahrzehnte vergingen, bis endlich Fürstbischof Franz Ludwig von Erthal 1786 seinem Hofarchitekten Geigel den Auftrag zum Bau eines herrschaftlichen Brunnenbaues mit angeschlossenem Bade- und Saalbau gab. Seit 1760 waren die ersten fürstlichen Kurbauten und ein kleiner Kurgarten in Form einer bischöflichen Mitra entstanden, denn Bad Bocklet hatte sich inzwischen zu einer beliebten Sommerfrische für Würzburger Domherren, Prälate und Hofbeamte entwickelt und zog damals sogar mehr Gäste an als Bad Kissingen.
Im Süden des Kurgartens, „nur etwa 600 Schritt dem [auf der Nordseite gelegenen] Fürstenbau gegenüber“, entstand nun der Brunnenbau als „eingeschossiger Mansarddachbau in triklinischer Anordnung mit offenem Mittelperistyl als Brunnenhalle“. Genau genommen sind es zwei von Nord nach Süd ausgerichtete Einzelgebäude, auf der Ostseite das Badehaus „mit 14 sehr niedlich und .geschmackvoll eingerichteten Badezimmern“ und an der Westseite der Saalbau „für Tanz und Conversation“, an ihrer nördlichen Eingangsfront zum Kurgarten hin durch einen Brunnentempel verbunden. Das Dach des zentralen Brunnentempels, der „50 Fuß lang und 42 Fuß breit“ ist (etwa 15,25 × 12,80 Meter) und an dessen Vorderfront die goldene Inschrift „Für das Beste der leidenden Menschheit erbauet im Jahre 1787“ zu lesen ist, wird von zwei Reihen mit jeweils sechs Säulen in toskanischer Ordnung getragen. Durch diese Säulenreihe hindurch „bietet sich dem Auge eine sehr schöne Aussicht auf das üppige Wiesenthal mit seinem herrlichen Grün dar, in dessen fernem Hintergrunde der waldbedeckte Altenberg emporsteigt“.
In der vertieften Mitte des neu erbauten Brunnentempels stand damals noch – anstelle des heutigen ebenerdigen runden Brunnens – „ein viereckiges Brunnenbecken, aus dem sich vormals ein länglicher steinener Brunnenkasten mit einem zur Verzierung dienenden lichtgelben Aufsatze erhebt, auf welchem die Inschrift zu lesen war: Entdeckt unter Franz Christoph [von Hutten] 1727. Gefaßt unter Philipp Karl [von Greiffenclau zu Vollrads] 1754. In Ruf gebracht von Adam Friedrich [von Seinsheim] 1766. Nach seinen Quellen getheilt unter Franz Ludwig [von Erthal] 1788.“ Direkt vor dem Brunnentempel liegt noch heute ein großer Sandplatz, der schon im 18. Jahrhundert als Kurplatz „sowohl beim Trinken des Brunnens zum Spaziergange, als des ganzen übrigen Tages zum Vereinigungspunkte für die Kurgäste dient“.

## Heutige Nutzung
Noch heute wird der Brunnenbau in seiner ursprünglichen Bestimmung genutzt. Der große Raum im Erdgeschoss des westlichen Saalbaues ist heute als Lesesaal ausgewiesen, ist mit Ständern für aktuelle Zeitungen und Zeitschriften sowie kleinen Schreibtischen ausgestattet und dient auch für gelegentliche Kammer- und Klavierkonzerte, die übrigen Zimmer werden als Hotelzimmer genutzt.